# Olympique de Béjà
El Olympique Béja es un club de fútbol de Túnez de la ciudad de Béja. Fue fundado en 1929 y se desempeña en la CLP-1.

## Palmarés

### Torneos nacionales
- CLP-2 (3): 1984–85, 2005–06, 2019–20
- Copa de Túnez (3): 1993, 2010, 2023
- Supercopa de Túnez (2): 1995, 2023

## Participación en competiciones de la CAF
| Temporada | Torneo                       | Ronda            | Club               | Casa  | Visita | Global |
| --------- | ---------------------------- | ---------------- | ------------------ | ----- | ------ | ------ |
| 1994      | Recopa Africana              | 1                | Sahel SC           | 3-0   | 0-1    | 3-1    |
| 1994      | Recopa Africana              | 2                | Saint-George SA    | 3-0   | 0-2    | 3-2    |
| 1994      | Recopa Africana              | Cuartos de final | OC Agaza           | 4-1   | 1-6    | 5-7    |
| 1996      | Recopa Africana              | 1                | ASF Bobo-Dioulasso | 6-0   | 2-1    | 8-1    |
| 1996      | Recopa Africana              | 2                | Canon Yaounde      | w.o.1 | w.o.1  | w.o.1  |
| 2011      | Copa Confederación de la CAF | 1                | Difaa El Jadida    | 2-0   | 0-3    | 2-3    |
| 2023/24   | Copa Confederación de la CAF | 1                | Abu Salem SC       | 0-1   | 0-0    | 0-1    |

1- Olympique Beja abandonó el torneo.